# Discoxenus cambodiensis
Discoxenus cambodiensis – gatunek chrząszcza z rodziny kusakowatych i podrodziny rydzenic.

## Taksonomia
Gatunek ten opisali po raz pierwszy w 2015 roku Taisuke Kanao i Munetoshi Maruyama na łamach „Zootaxa”. Jako lokalizację typową wskazano okolice Angkor Wat w kambodżańskiej prowincji Siĕm Réab. Epitet gatunkowy oznacza po łacinie „kambodżański”. W obrębie rodzaju Discoxenus tworzy wraz z D. latiabdominalis grupę gatunków D. latiabdominalis.

## Morfologia
Chrząszcz o wydłużonym ciele długości od 1,8 do 2,1 mm i szerokości od 0,9 do 1 mm, błyszczącym, ubarwionym głównie pomarańczowobrązowo. Półtorakrotnie szersza niż dłuższa głowa ma zaokrąglony nadustek, wklęśniętą przednią krawędź wargi górnej, mały i zaokrąglony ząbek na prawej żuwaczce, dwukrotnie szerszą niż dłuższą bródkę z około 70 porami i przedbródek z 15–20 porami. Na przedpleczu rośnie ponad 80 szczecinek makroskopowych. Poprzeczne pokrywy skąpo porastają żółte szczecinki. Odwłok ma tergity od trzeciego do ósmego łyse z wyjątkiem sześciu szczecinek makroskopowych na tylnych krawędziach tergitów od trzeciego do piątego i czterech szczecinek makroskopowych na tylnych krawędziach tergitów od piątego do ósmego. Sternity od trzeciego do ósmego są gęsto pokryte drobnymi porami. Sternity trzeci i czwarty są częściowo porośnięte szczecinkami, zaś piąty, szósty, siódmy i ósmy niemal nagie. Sternity od trzeciego do szóstego mają szereg od czterech do ośmiu szczecinek makroskopowych na tylnych brzegach. U samca ósmy sternit ma cztery pary, a u samicy trzy pary szczecinek makroskopowych, a ponadto kilka szczecinek drobnych na krawędzi tylnej. Genitalia samicy cechują się wierzchołkową częścią spermateki dwukrotnie krótszą niż jej część nasadowa. Genitalia samca odznaczają się dłuższą od płata wierzchołkowego kapsułą nasadową edeagusa, paramerytem czterokrotnie szerszym od kondylitu oraz trzema szczecinkami na sklerycie woreczka welarnego.

## Ekologia i występowanie
Owad ten jest termitofilem zasiedlającym gniazda termitów z gatunku Odontotermes maesodensis.
Gatunek orientalny, endemiczny dla Kambodży, znany z kilku stanowisk w prowincji Siĕm Réab.